# Villers-sur-Meuse
Villers-sur-Meuse é uma comuna francesa na região administrativa de Grande Leste, no departamento de Meuse. Estende-se por uma área de 7,3 km². Em 2010 a comuna tinha 308 habitantes (densidade: 42,2 hab./km²).